# Calamagrostis epigeios
Calamagrostis epigejos là một loài thực vật có hoa trong họ Hòa thảo. Loài này được (L.) Roth mô tả khoa học đầu tiên năm 1788.

## Hình ảnh

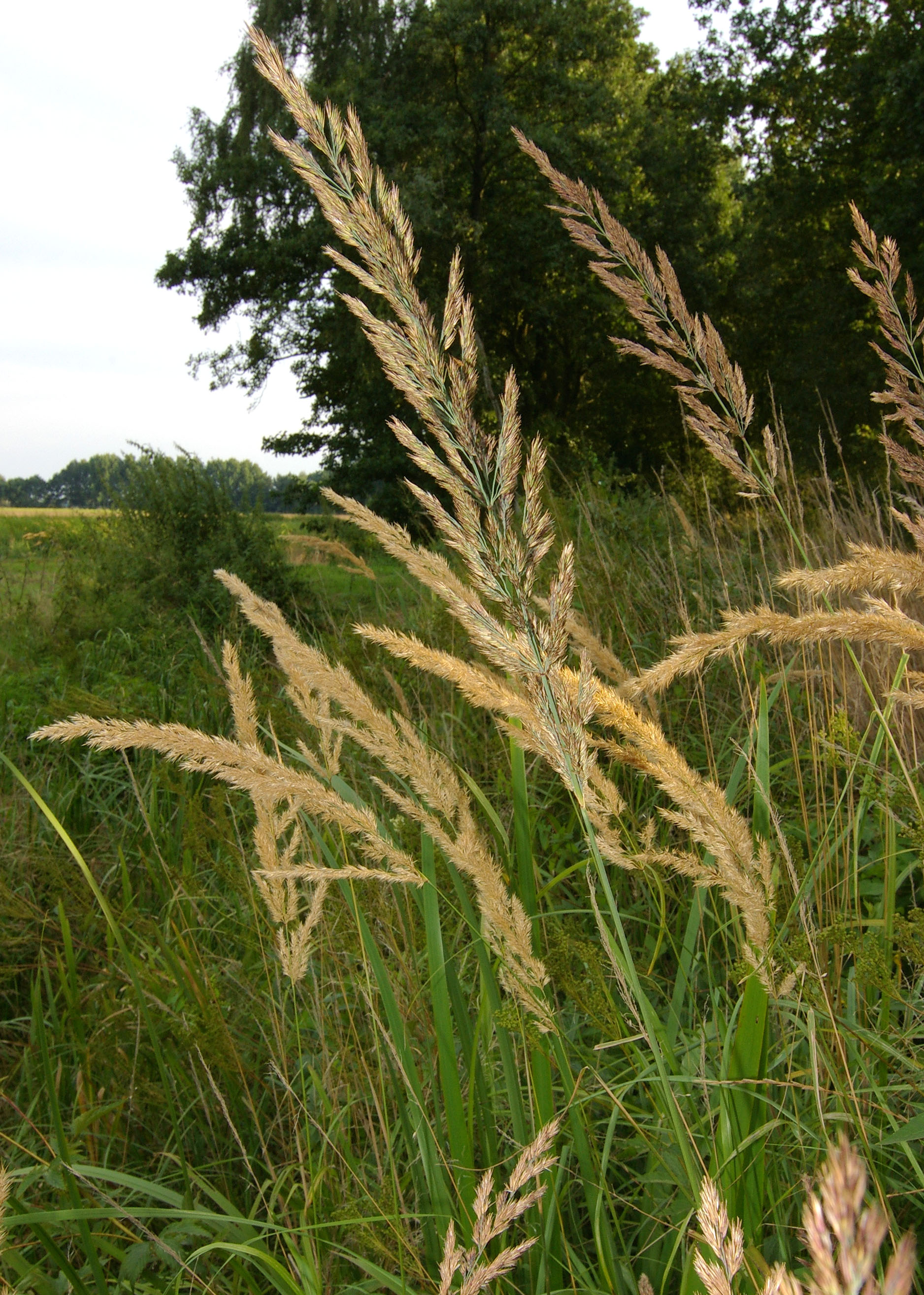
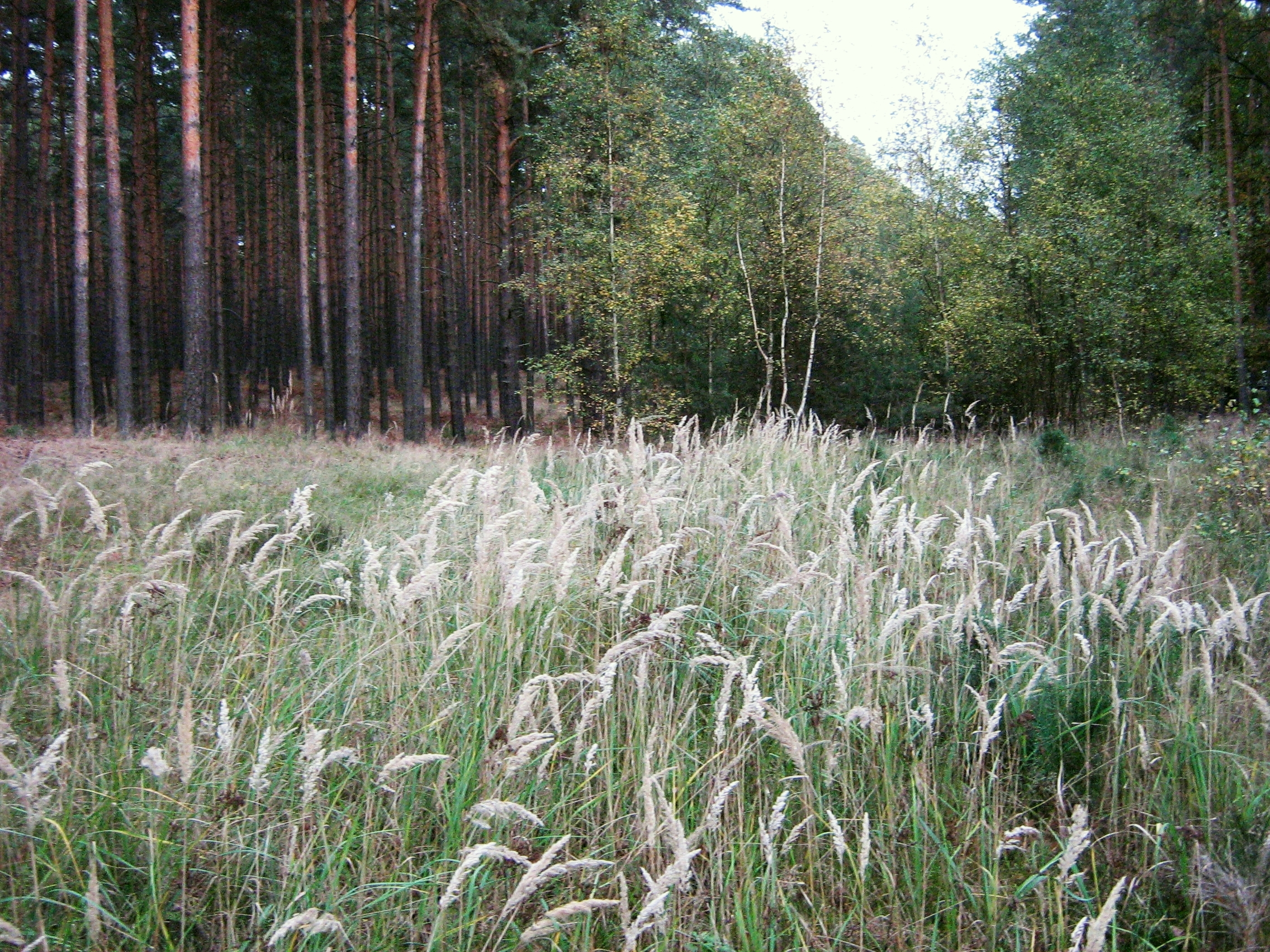
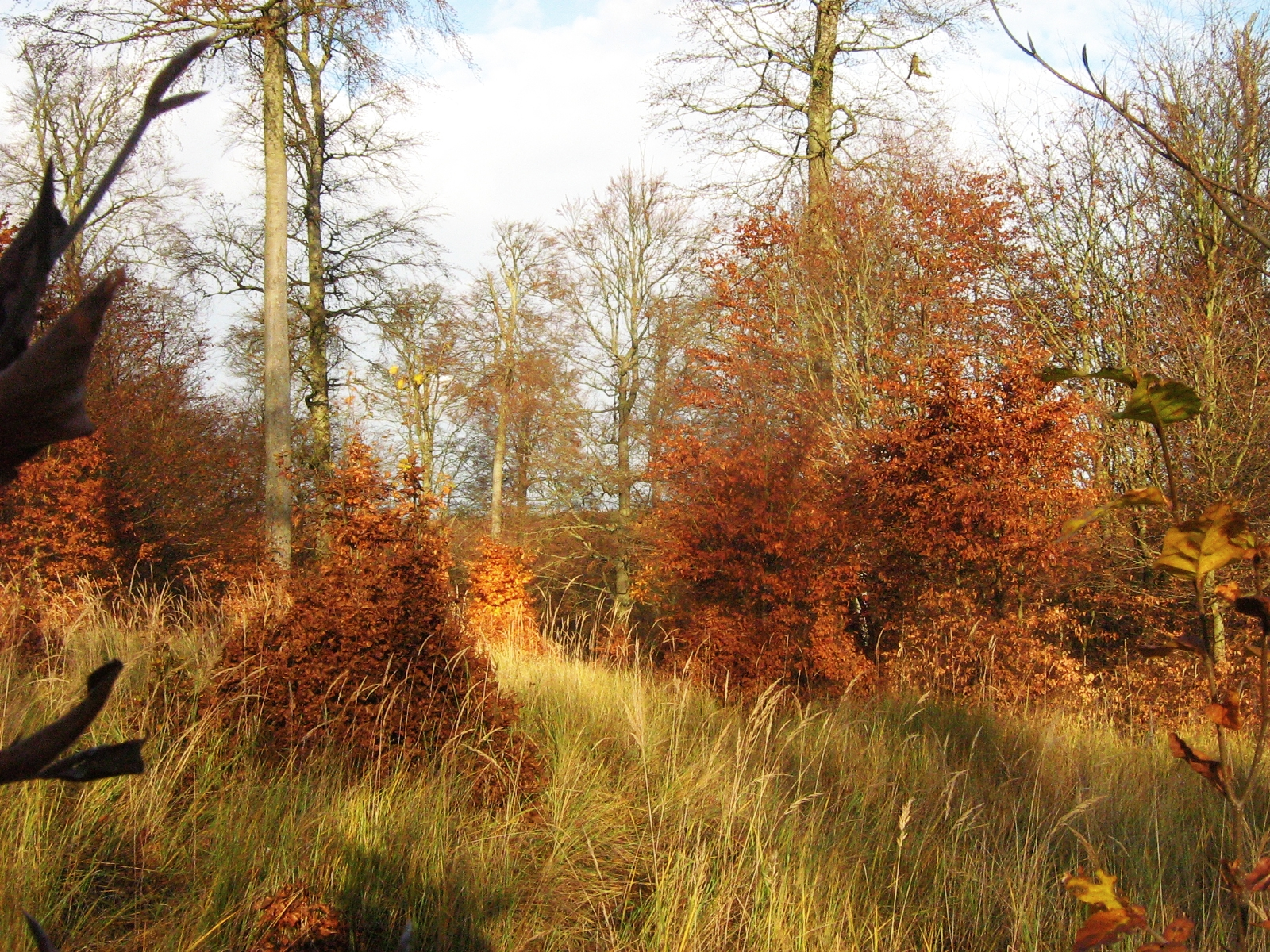
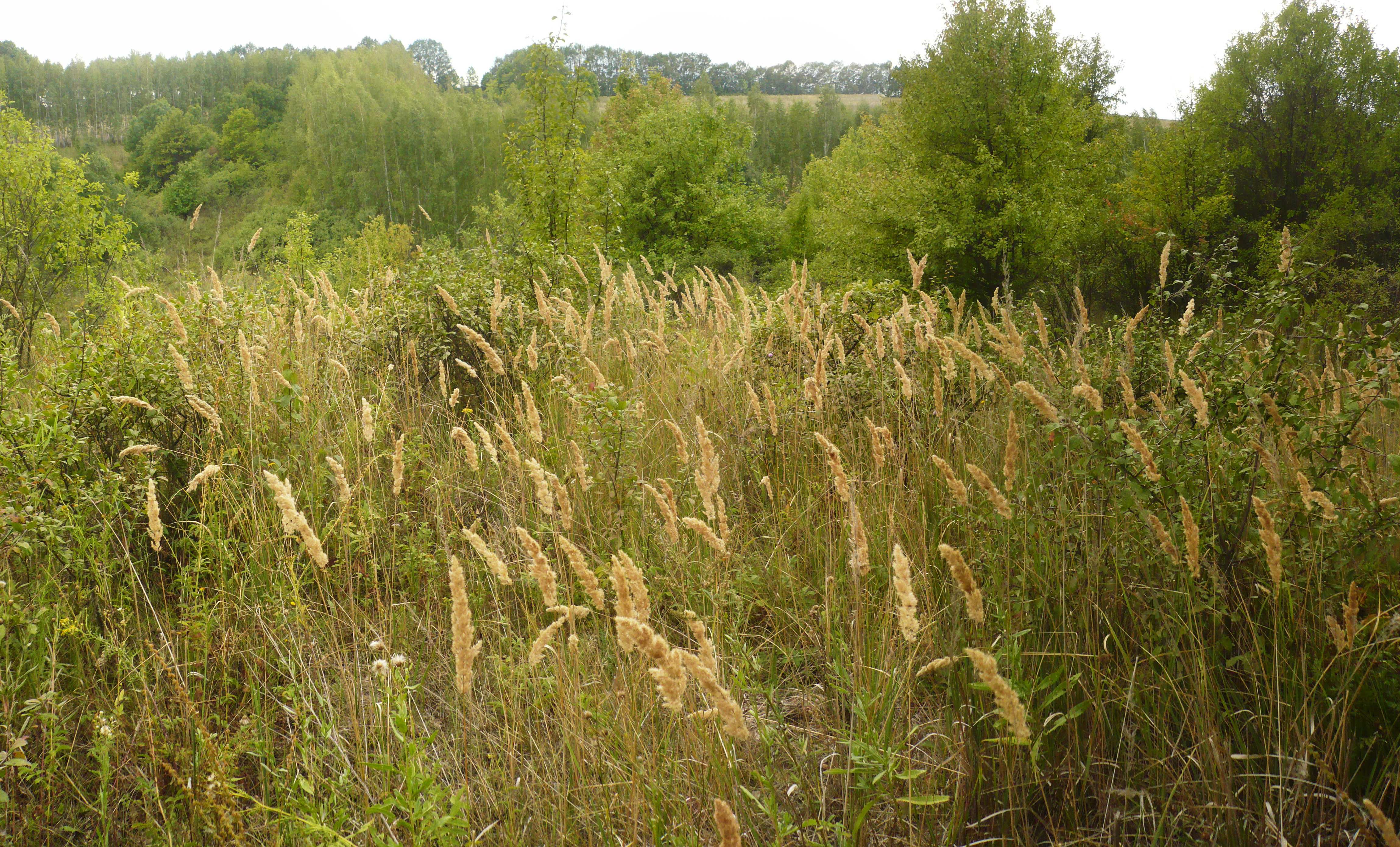